# Радзиц (герб)
Радзіч (пол. Radzicz) - шляхетський герб німецького походження, відміна герба Котвиця. 

## Опис герба
У червоному полі - срібний якір між двома такими ж зірками. Клейнод: два крила орла: срібне з червоною зіркою, червоне зі срібною зіркою. Намет червоний, підбитий сріблом. 

## Найперша згадка
16 травня 1556 р. Імператор Фердинанд I надав герб Яну Серасіму. У Польщі герб відомий від 14 січня 1578  . 

## Гербовий рід
Боновські (Bonowski), Гоффер (Hoffer), Радзиц (Radzic), Радзич (Radzicz), Шимковські (Szymkowski). 
Російська геральдист Олександр Лакієр, у своїй книзі «Російська геральдика» від 1855 року, називає імена російської знаті, які перейняли шляхетський герб. Серед них - Радзиці. Автор не пояснює, як відбулося це запозичення. Певно, що кілька польських сімей оселилися в Росії. З іншого боку, корінним російським родинам було дозволено приймати польські герби за принципом того, що їхні власні зображення стають більш схожими. За словами Лакієра гербом Радзиц користувалися сім'ї: 
Башмакови, Бутрімови, Гордєєви, Іслінєви, Кашкіни, Кокошкіни, Коптєви. 